# Маскатский рынок ценных бумаг
Маскатский рынок ценных бумаг (англ. Muscat Securities Market, MSM) — рынок ценных бумаг в Маскате, Оман. Биржа была образована в 1988 году в соответствии с королевским декретом 53/88. В 1998 году, после десяти лет непрерывного роста, работа биржи была реорганизована новыми декретами.
С 1992 года биржа составляет собственный индекс, в который в 2018 году входит 30 компаний с наиболее ликвидными акциями, — MSM-30. В него включаются только свободно обращающиеся ценные бумаги, за исключением начальных (менее двух лет в обращении), государственных и стратегических. Уточнение состава индекса производится в начале июля каждого года.